# Pharus parvifolius
Pharus parvifolius är en gräsart som beskrevs av George Valentine Nash. Pharus parvifolius ingår i släktet Pharus och familjen gräs. Inga underarter finns listade i Catalogue of Life.